# Zaḩmānī
Zaḩmānī (persiska: زحمانی) är en ort i Iran.   Den ligger i provinsen Kermanshah, i den nordvästra delen av landet, 400 km väster om huvudstaden Teheran. Zaḩmānī ligger 1 396 meter över havet och antalet invånare är 220.
Terrängen runt Zaḩmānī är varierad. Runt Zaḩmānī är det ganska tätbefolkat, med 60 invånare per kvadratkilometer. Närmaste större samhälle är Armanī Jān, 7,9 km väster om Zaḩmānī. Trakten runt Zaḩmānī består till största delen av jordbruksmark.